# Mirafra rufocinnamomea
A Mirafra rufocinnamomea a madarak osztályának verébalakúak (Passeriformes) rendjébe, ezen belül a pacsirtafélék (Alaudidae) családjába tartozó faj.

## Rendszerezése
A fajt Tommaso Salvadori olasz ornitológus írta le 1865-ben, a Megalophonus nembe Megalophonus rufo-cinnamomeus néven.

### Alfajai
- Mirafra rufocinnamomea buckleyi (Shelley, 1873) - dél-Mauritánia, kelet-Szenegáltól észak-Kamerunig;
- Mirafra rufocinnamomea serlei (C. M. N. White, 1960) - délkelet-Nigéria;
- Mirafra rufocinnamomea tigrina (Oustalet, 1892) - kelet-Kamerun, dél-Közép-afrikai Köztársaság, észak-Kongói Demokratikus Köztársaság;
- Mirafra rufocinnamomea furensis (Lynes, 1923) - dél-Szudán, nyugat-Dél-Szudán;
- Mirafra rufocinnamomea sobatensis (Lynes, 1915) - középső- és délnyugat-Dél-Szudán;
- Mirafra rufocinnamomea rufocinnamomea (Salvadori, 1865) - középső- és észak-Etiópia;
- Mirafra rufocinnamomea omoensis (Neumann, 1928) - délnyugat-Etiópia;
- Mirafra rufocinnamomea torrida (Shelley, 1882) - délkelet-Dél-Szudántól és dél-Etiópiától észak-Ugandáig, középső-Kenyáig és Tanzánia középső részéig;
- Mirafra rufocinnamomea kawirondensis (van Someren, 1921) - kelet-Kongói Demokratikus Köztársaság, dél-Uganda, nyugat-Kenya;
- Mirafra rufocinnamomea schoutedeni (C. M. N. White, 1956) - délnyugat-Közép-afrikai Köztársaság, Gabontól nyugat-Kongói Demokratikus Köztársaságig és északnyugat-Angoláig;
- Mirafra rufocinnamomea fischeri (Reichenow, 1878) - Angolától és dél-Kongói Demokratikus Köztársaságtól kelet- és dél-Tanzániáig, kelet-Kenyáig, dél-Szomáliáig, észak-Zambiáig és Malawiig és észak-Mozambikig;
- Mirafra rufocinnamomea lwenarum (C. M. N. White, 1945) - északnyugat-Zambia;
- Mirafra rufocinnamomea mababiensis (Roberts, 1932) - délkelet-Angola, nyugat-Zambia, észak-Namíbia, észak-Botswana;
- Mirafra rufocinnamomea smithersi (C. M. N. White, 1956) - délnyugat-Zambia, északkelet-Botswana, Zimbabwe, észak-Dél-afrikai Köztársaság;
- Mirafra rufocinnamomea pintoi (C. M. N. White, 1956) - dél-Mozambik, északkelet-Dél-afrikai Köztársaság, Szváziföld

## Előfordulása
Afrikában a Szahara alatti területeken honos. Természetes élőhelyei a szubtrópusi és trópusi szavannák, gyepek és cserjések. Állandó, nem vonuló faj.

## Megjelenése
Testhossza 22 centiméter, testtömege 44-50 gramm.

## Életmódja
Többnyire rovarokkal táplálkozik, de fűmagokat is fogyaszt.

## Természetvédelmi helyzete
Az elterjedési területe rendkívül nagy, egyedszáma ugyan csökken, de még nem éri el a kritikus szintet. A Természetvédelmi Világszövetség Vörös listáján nem fenyegetett fajként szerepel.